# Philippe Morillon
Philippe Morillon (Casablanca, 24 ottobre 1935) è un politico francese europarlamentare durante la quinta e sesta legislatura. Dopo la carriera militare è stato eletto nel 1999 con il partito Unione per la Democrazia.